# Xot raja
El xot raja (Otus brookii) és una espècie d'ocell de la família dels estrígids (Strigidae). Habita els boscos de muntanya de Sumatra, Java i Borneo. El seu estat de conservació es considera de risc mínim.